# Turcomenistão na Universíada de Verão de 2021
O Turcomenistão participou da Universíada de Verão de 2021, que aconteceu em Chengdu, na China, entre 28 de julho e 8 de agosto de 2023.
Foram 16 atletas — 11 masculinos e cinco femininos — em três modalidades olímpicas e uma não olímpica — o wushu.

## Competidores
Estas foram as modalidades e atletas que disputaram a edição:
| Esporte   | Masculino | Feminino | Total |
| --------- | --------- | -------- | ----- |
| Atletismo | 1         | 2        | 3     |
| Judo      | 4         | 2        | 6     |
| Natação   | 3         | 0        | 3     |
| Wushu     | 3         | 1        | 4     |
| Total     | 11        | 5        | 16    |

## Medalhas

### Medalhistas
Esta foi a medalhista desta edição:
| Medalha | Esporte | Atleta                  | Prova                   |
| ------- | ------- | ----------------------- | ----------------------- |
| Bronze  | Wushu   | Aygozel Gurbangeldiyeva | Feminino – Sanda – 52kg |

### Por modalidade
Esta foi a medalha por modalidade nesta edição:
| Esporte | Medalha de ouro | Medalha de prata | Medalha de bronze | Total de medalhas |
| ------- | --------------- | ---------------- | ----------------- | ----------------- |
| Wushu   | 0               | 0                | 1                 | 1                 |
| Total   | 0               | 0                | 1                 | 1                 |